# Epiglottite
Per  epiglottite in campo medico, si intende l'infiammazione dell'epiglottide

## Epidemiologia
Colpisce prevalentemente in età pediatrica, dai 2 ai 7 anni, in alcuni paesi in tempi recenti si mostra maggiormente negli adulti.

## Sintomatologia
L'esordio è caratteristicamente improvviso: i bambini presentano faringodinia, scialorrea, disfagia dolorosa e febbre elevata, a carattere settico (39-40 °C). La compromissione dello stato generale è marcata, fino a veri e propri stati di shock tossico. Si sviluppa, più o meno rapidamente, un progressivo distress respiratorio, con dispnea, stridore inspiratorio, tachipnea. Altrettanto tipica è l'assunzione di una posizione obbligata: a sedere, in posizione eretta, con collo, capo e mandibola tesi in avanti. La voce è afona, la tosse, quando presente, è modesta.
All'esame obiettivo si osserva il tipico tirage (accentuazione inspiratoria dei rientramenti a livello giugulare, intercostale ed epigastrico), con calo del rumore respiratorio (il bambino ha difficoltà a ventilare, a causa dell'ostacolo al livello laringeo) e ronchi all'auscultazione.

## Eziologia
L'Haemophilus influenzae tipo b è il responsabile dell'infiammazione in tempi pre-vaccinazione, ma gli adulti rimangono a rischio di infezione. Complicanza è la polmonite.
Altri patogeni responsabili possono essere Staphylococcus aureus e Streptococcus pneumoniae, ma anche Streptococcus pyogenes.

## Diagnosi
La procedura fondamentale è la laringoscopia, che deve essere eseguita solo in presenza di rianimatori: in condizioni di epiglottite, infatti, la procedura può determinare lo spasmo riflesso della glottide, con conseguente insufficienza respiratoria acuta.

## Diagnosi differenziale
Bisogna differenziarlo dall'edema angioneurotico e dalla laringite acuta ipoglottica.

## Complicanze
Complicanze dell'epiglottite sono:
- Atelettasie focali
- Polmoniti
- Encefalopatia ipossico-ischemica
- Edema polmonare
- Sindrome da shock tossico
- Pneumotorace

## Terapia
Spesso si necessita dell'intubazione, si somministrano ceftriaxone o ampicillina, e altri antibiotici in intravena.